# Краснокамское городское поселение
Краснокамское городско́е поселе́ние — муниципальное образование в Краснокамском районе Пермского края Российской Федерации.
Административный центр — город Краснокамск.

## История
Статус и границы городского поселения установлены Законом Пермской области от 10 ноября 2004 года № 1747—359 «Об утверждении границ и о наделении статусом муниципальных образований административной территории города Краснокамска Пермской области».

## Население
| 2010    | 2012    | 2013    | 2014    | 2015    | 2016    | 2017    |
| ------- | ------- | ------- | ------- | ------- | ------- | ------- |
| 51 916  | ↗52 424 | ↗53 180 | ↗53 697 | ↗53 939 | ↗53 964 | ↘53 864 |
| 2018    |         |         |         |         |         |         |
| ↘53 631 |         |         |         |         |         |         |

## Состав городского поселения
| № | Населённый пункт | Тип населённого пункта        | Население |
| - | ---------------- | ----------------------------- | --------- |
| 1 | Краснокамск      | город, административный центр | ↘47 968   |